# Lac Stange
Le Lac Stange est un lac andin d'origine glaciaire situé en Argentine, sur le territoire de la province de Chubut, dans le département de Futaleufú, en Patagonie. 

## Géographie
Le lac Stange s'insère dans un décor grandiose, entouré de tous côtés par les cimes enneigées des Andes de Patagonie et de leurs glaciers, dont la blancheur contraste avec le vert de la forêt andino-patagonique des étages inférieurs.
Il s'allonge du nord-ouest vers le sud-est, dans la partie supérieure d'une longue vallée glaciaire, hébergeant également les lacs Chico et Krüger. Cette vallée est dominée à l'ouest par les hautes montagnes du massif andin appelé Cordón de las Pirámides (altitude maximale de 2 440 mètres). 

Sa rive nord n'est distante que de 4 kilomètres du bras sud-ouest du lac Menéndez. À ce niveau, un cordon montagneux atteignant plus de 1 800 mètres d'altitude l'en sépare. 
La longueur du lac Stange est de plus ou moins 6,75 kilomètres, sa largeur maximale atteignant 1 150 mètres. 

Il est entièrement situé au sein du parc national Los Alerces, et son accès est difficile. 

Comme l'ensemble des lacs et cours d'eau de ce parc, le lac Stange fait partie du bassin versant du río Futaleufú.

## Tributaires
Le lac Stange se trouve dans une zone de très haute pluviosité. Il est alimenté par de multiples ruisseaux et torrents issus des sommets environnants.

## Émissaire
L'émissaire du lac Stange est le río Stange qui naît au niveau de son extrémité sud-est et coule dans la même direction. Cette rivière abondante se jette dans le lac Krüger distant de quelque 10 kilomètres à vol d'oiseau, après avoir traversé le lac Chico. 